# Římskokatolická farnost Hradiště
Římskokatolická farnost Hradiště (lat. Hraydischtium) je církevní správní jednotka sdružující římské katolíky na území vesnice Hradiště a v jejím okolí. Organizačně spadá do lounského vikariátu, který je jedním z 10 vikariátů litoměřické diecéze. Centrem farnosti je kostel svatých Šimona a Judy v Hradišti.

## Historie farnosti
Již v roce 1380 byla v místě plebánie, která zanikla za husitských válek. Matriky jsou pro místo zachovány od roku 1656. Od roku 1702 zde byla lokálie a v roce 1756 byla kanonicky obnovena farnost.

### Duchovní správcové vedoucí farnost
Začátek působnosti jmenovaného v duchovní správě farnosti od:
- Mráz
- 1380   Nicolaus z Přimdy
- 1392   Rudolphus
- 1392   Simonus
- 1414   Benedictus
- 1418   Hieronymus
- 1702   cap. loc. Godefriedus Steber
- 1713   Ignatius Dreissig
- Vorländer de Goldberg
- 1720   Georgius Jahn, † 1723
- 1724   admin. Antonius Schelske
- 1724   Georgius Frischmann, † 1727
- 1727   Jacobus Endler
- 1735   Josephus Sonntag
- 1737   Josephus Kocian
- 1740   Casparus Bettmann
- 1745   Joannes Mosig, † 1750
- 1750   Valentinus Hoffner
- 1756   proto-par. (1. farář)[3] Franz John
- 1758   Johann Müllner[4] (Joannes Mülhner[3])
- 1761   Josef de Loranzi
- 1762   Josef Zuschner[4]
- 1766   Franciscus A. Zöppl
- 1766   Franciscus Bauer
- 1768   Franciscus Götzel, † 1771
- 1771   Joannes Naxer
- 1774   Bartholomeus Pilat
- 1775   Josephus Pauernöpl
- 1777   Josef Czechel, † 12. 11. 1788[3]
- 1777 Josef Bauernepel[4]
- 1788   par. vacat[3]
- 1788 Josef Zechel[4]
- 1788   Josef Faschang[3] (Falschang[4])
- 1795   Jakob Weinhuber
- 1802   Casparus Trager, † 15. 11. 1808
- 1808   par. vacat[3]
- 1809   Josef Watzka, † 21. 1. 1820
- 1809   Adalbertus Zahorzansky de Worlik, n. 31. 8. 1769 Prag, o. 23. 2. 1794, † 13. 1. 1827
- 1819   Josef Watzka, (opakovaně)[4] † 21. 1. 1820
- 1820   Bernard Fritsch, n. 20. 5. 1765 Kulm, o. 26. 7. 1791
- 1824   Christoph Werner, n. 14. 1. 1782 Schüttenitz, o. 30. 8. 1806, † 4. 8. 1869
- 1827   par. vacat
- 1829   Josef Engelthaler, n. 17. 3. 1789 Rakonic., o. 17. 8. 1812, † 28. 2. 1843
- 1843   Johann Waitzenecker (Waitzenäcker[4]), n. 21. 7. 1793 Caaden, o. 15. 8. 1814, † 6. 7. 1869
- 1852   par. vacat, admin. Fel. Lischka
- 1853   Wenzel Weiss (Weis[4]), n. 19. 5. 1811 Postelberg, o. 4. 8. 1834, † 11. 12. 1889
- 1864   Josef Tschochner, n. 11. 8. 1820 Mohrens., o. 4. 7. 1848, † 26. 3. 1895
- 1870   Franz Pechar, n. 1. 8. 1828 Nové Strašecí, o. 26. 7. 1854
- 1878   par. vacat, admin. int. Anton. Stejskal
- 1880   Franz Vlasák, n. 1. 12. 1832 Skyšic., o. 1. 8. 1859, † 1. 3. 1914
- 1891   par. vacat, admin. int. Theod. Rokos
- 1892   Josef Hasík, n. 27. 2. 1841 Račic., o. 22. 7. 1866, † 17. 8. 1917
- 1897   Josef Petržilka, n. 19. 3. 1852 Smolnic., o. 14. 7. 1877
- 1909   par. vacat, admin. exc. Jaroslav Mařan
- 1910   Josef Kazda, n. 13. 9. 1866 Jičín, o. 1. 6. 1890, † 21. 3. 1949
- 1918   Jaroslav Mařan, n. 17. 2. 1869 Vyskeř, o. 7. 7. 1895
- 1939   par. vacat, admin. interc. excurr. Rainer Leitelt
- 1. 7. 1942 par. vacat, admin. Ferdinand Rech
- 17. 7. 1946 František Kolář, admin. exc. z Postoloprt
- 1. 5.  1953  Stanislav Rozkopal
- 1. 8.  1964  František Klapuch
- 1. 5.  1969  Jiří Kabát, admin. exc.
- 1. 12. 1977  Jaroslav Saller CSsR
- 24. 10. 1996 Libor Švorčík
- 1. 8. 1998 Augustin Josef Špaček O. Praem.
- 1. 3. 2000 Ivan Marek  Zálehla O. Praem.
- 1. 9. 2001 Vilém Marek Štěpán O.Praem., admin. exc. z Liběšic u Žatce[3]

Kromě kněží stojících v čele farnosti, působili ve farnosti v průběhu její historie i jiní kněží. Většinou pracovali jako farní vikáři, kaplani, katecheté, výpomocní duchovní aj.

## Území farnosti
Do farnosti náleží území obce:
- Dolejší Hůrky (Horka)[p 2]
- Hradiště (Hraidisch)[p 2]
- Lišany (Lischan)[p 2]
- Stekník (Stecknitz,[2] Steknitz[5])[p 2]
- Strkovice (Sterkowitz)[p 2]

## Římskokatolické sakrální stavby na území farnosti
| | Fotografie | Stavba                             | Místo         | Bohoslužby                      | Zeměpisné souřadnice             | Status         | Číslo kulturní památky           |
| Kostel | Kostel     | Kostel                             | Kostel        | Kostel                          | Kostel                           | Kostel         | Kostel                           |
| --- | ---------- | ---------------------------------- | ------------- | ------------------------------- | -------------------------------- | -------------- | -------------------------------- |
| 1. |            | Kostel sv. Šimona a Judy Tadeáše   | Hradiště      | bližší informace o bohoslužbách | 50°19′58″ s. š., 13°38′14″ v. d. | farní kostel   | 42946/5-1440 (Pk•MIS•Sez•Obr•WD) |
| Kaple |            |                                    |               |                                 |                                  |                |                                  |
| 2. |            | Kaple Nejsvětějšího Srdce Ježíšova | Lišany        | bližší informace o bohoslužbách | 50°20′38″ s. š., 13°38′29″ v. d. | kaple          | —                                |
| 3. |            | Kaple Navštívení Panny Marie       | Zámek Stekník | bližší informace o bohoslužbách | 50°19′23″ s. š., 13°37′25″ v. d. | zámecká oratoř | 42664/5-1498 (Pk•MIS•Sez•Obr•WD) |
| 4. |            | Kaple sv. Anny                     | Strkovice     | bližší informace o bohoslužbách | 50°19′32″ s. š., 13°38′58″ v. d. | kaple          | 43457/5-1441 (Pk•MIS•Sez•Obr•WD) |
| 5. |            | Kaple                              | Dolejší Hůrky | bohoslužby příležitostně        | 50°20′31″ s. š., 13°37′37″ v. d. | kaple          | —                                |
| Některé drobné sakrální stavby a pamětihodnosti lze dohledat zde v databázi Drobné sakrální památky Zaniklé sakrální stavby lze dohledat zde v databázi Poškozené a zničené kostely, kaple a synagogy v České republice |            |                                    |               |                                 |                                  |                |                                  |

Ve farnosti se mohou nacházet i další drobné sakrální stavby, místa římskokatolického kultu a pamětihodnosti, které neobsahuje tato tabulka.

## Příslušnost k farnímu obvodu
Z důvodu efektivity duchovní správy byl vytvořen farní obvod (kolatura) farnosti Liběšice u Žatce, jehož součástí je i farnost Hradiště, která je tak spravována excurrendo.